# Seznam dvoutisícovek na Slovensku

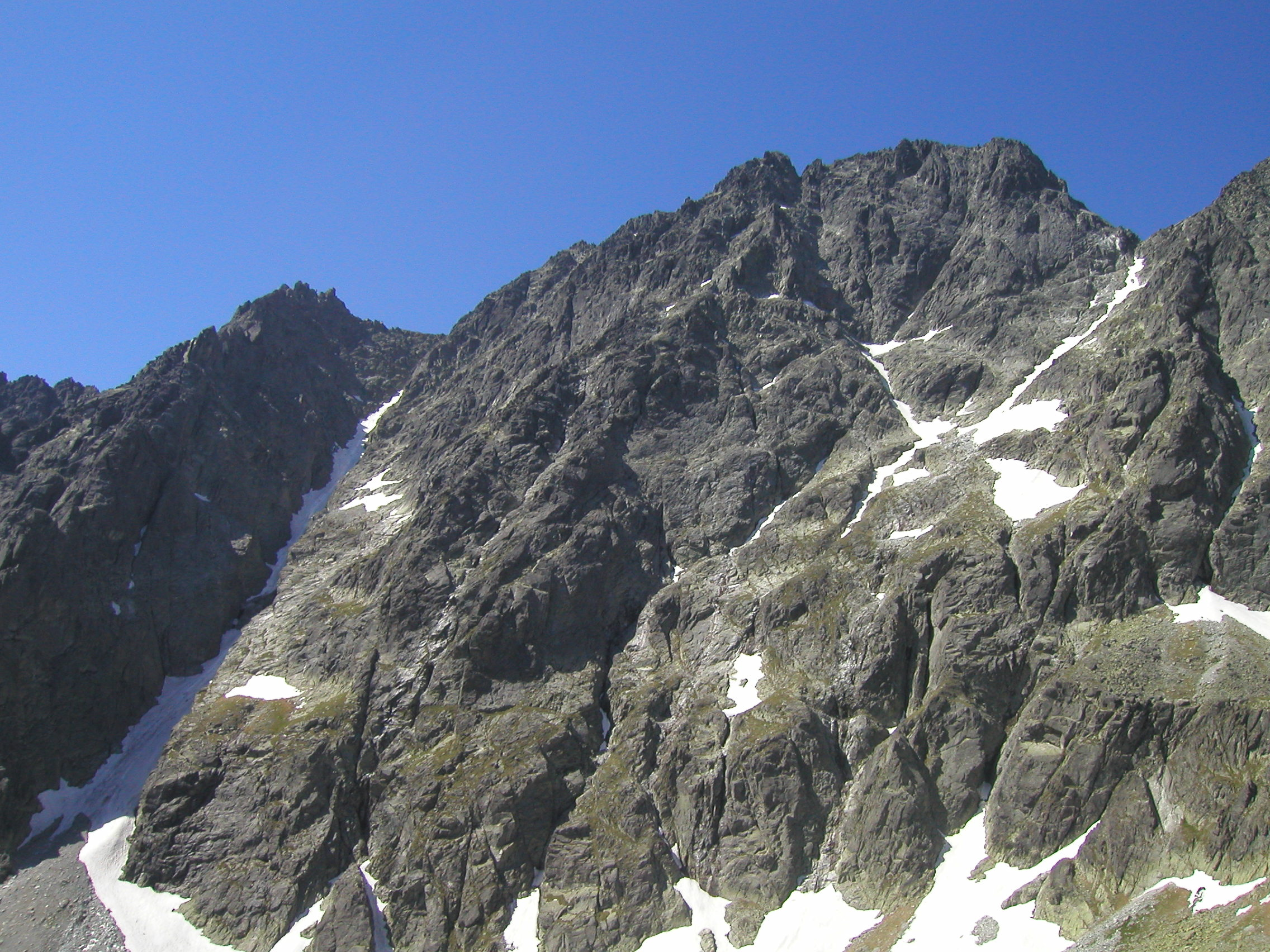
1. Gerlach (Vysoké Tatry)

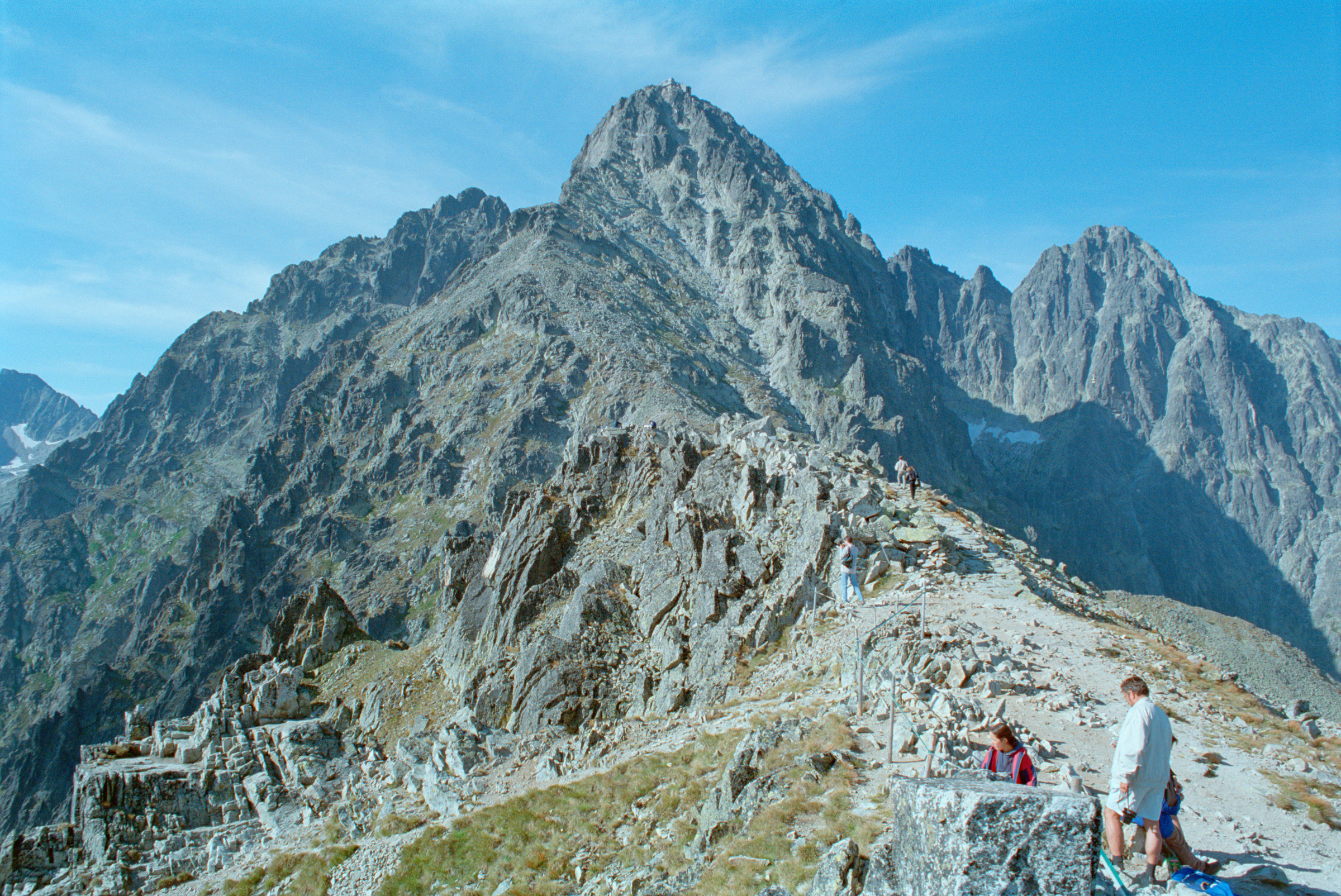
2. Lomnický štít (Vysoké Tatry)

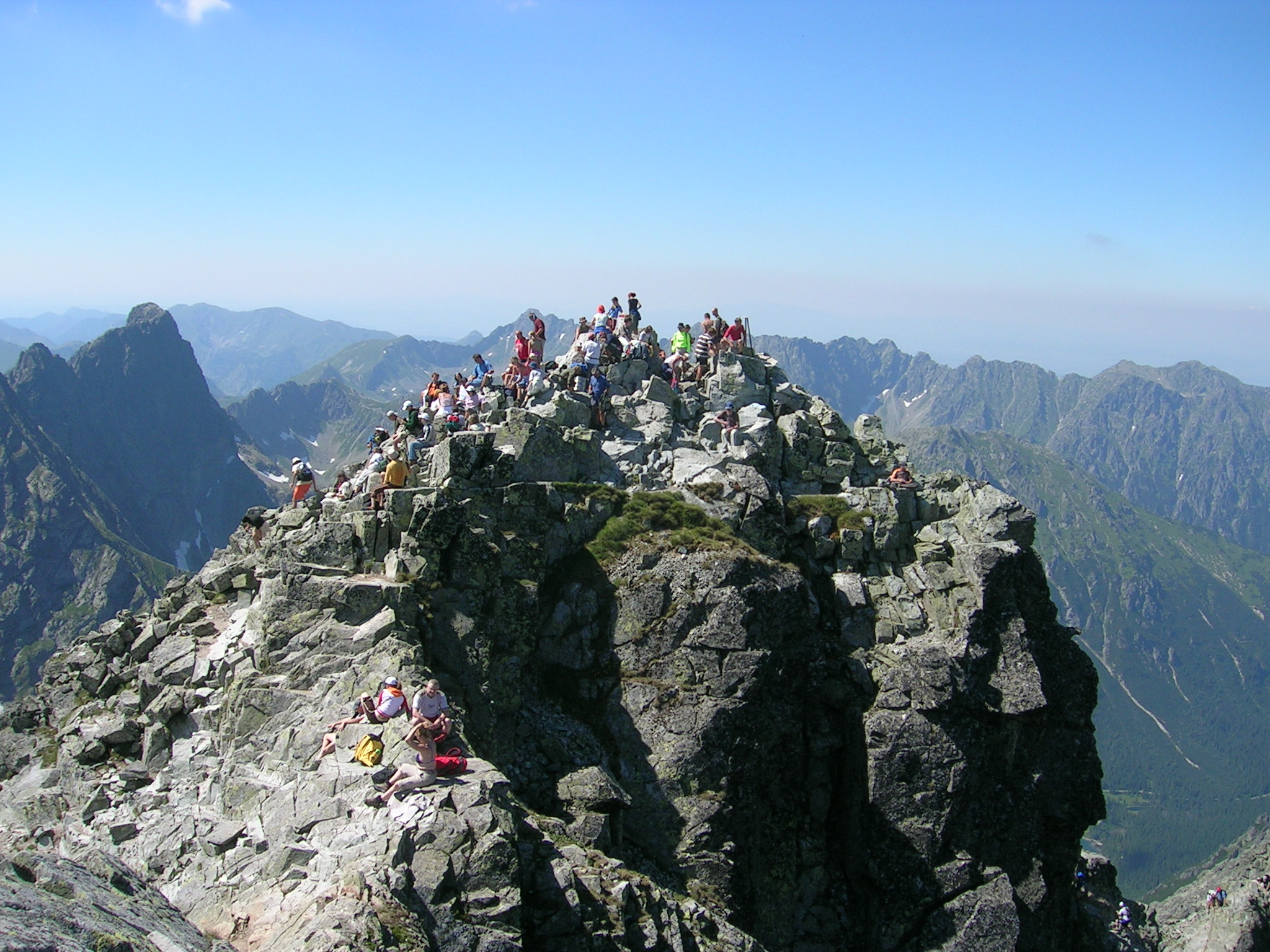
9. Rysy (Vysoké Tatry)

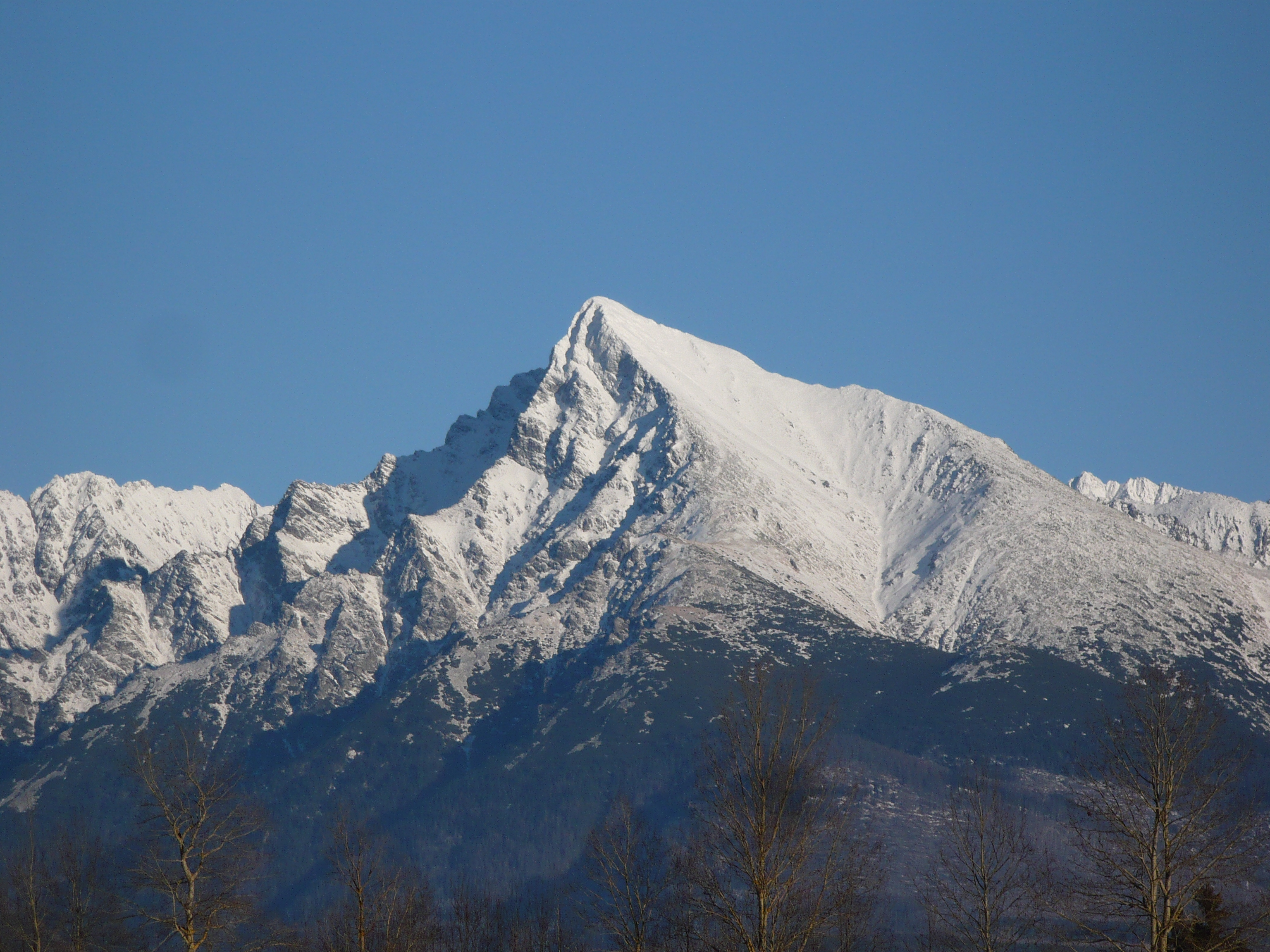
10. Kriváň (Vysoké Tatry)

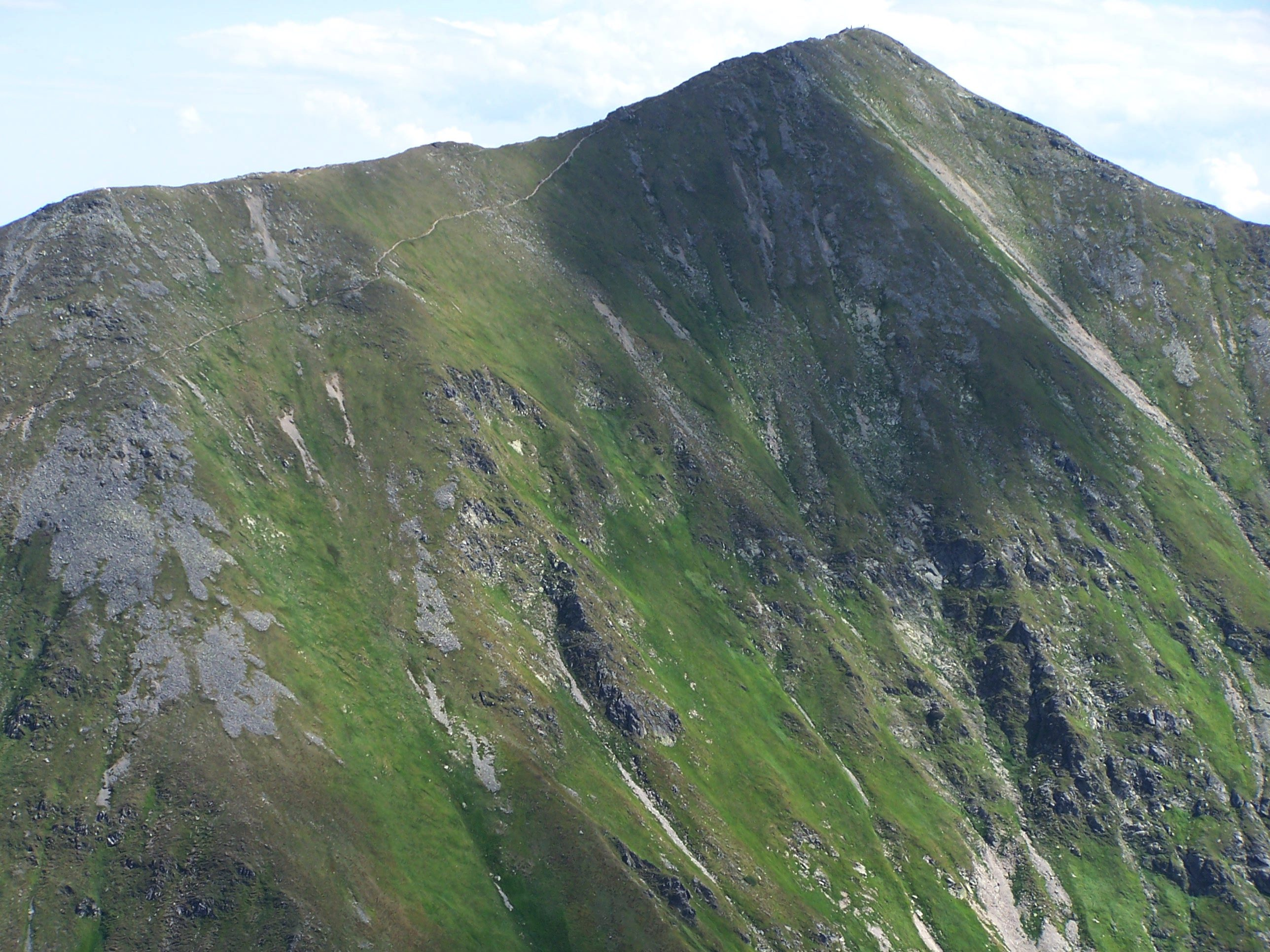
26. Bystrá (Západní Tatry)

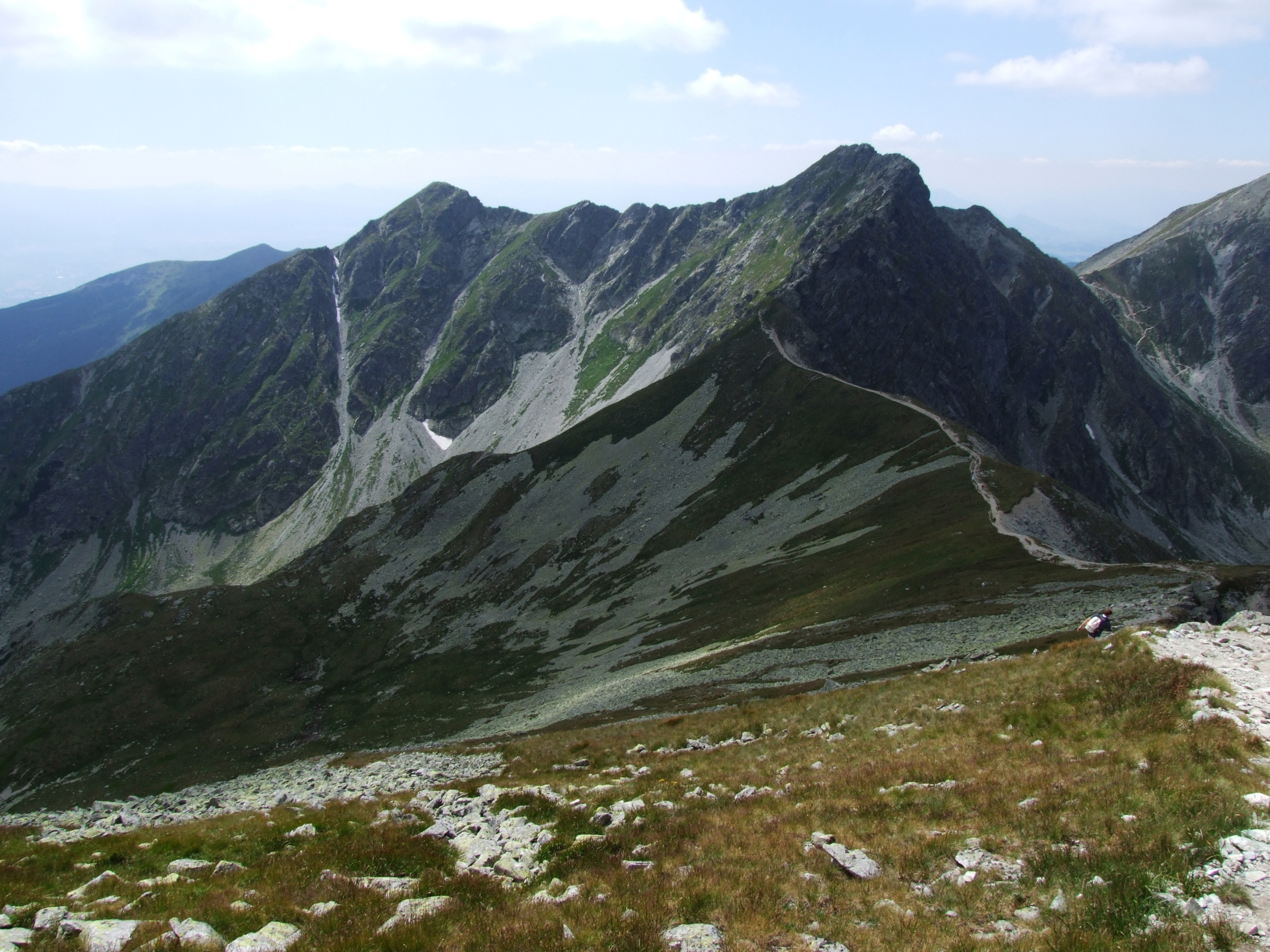
31. Baníkov (Záp.Tatry/Roháče)

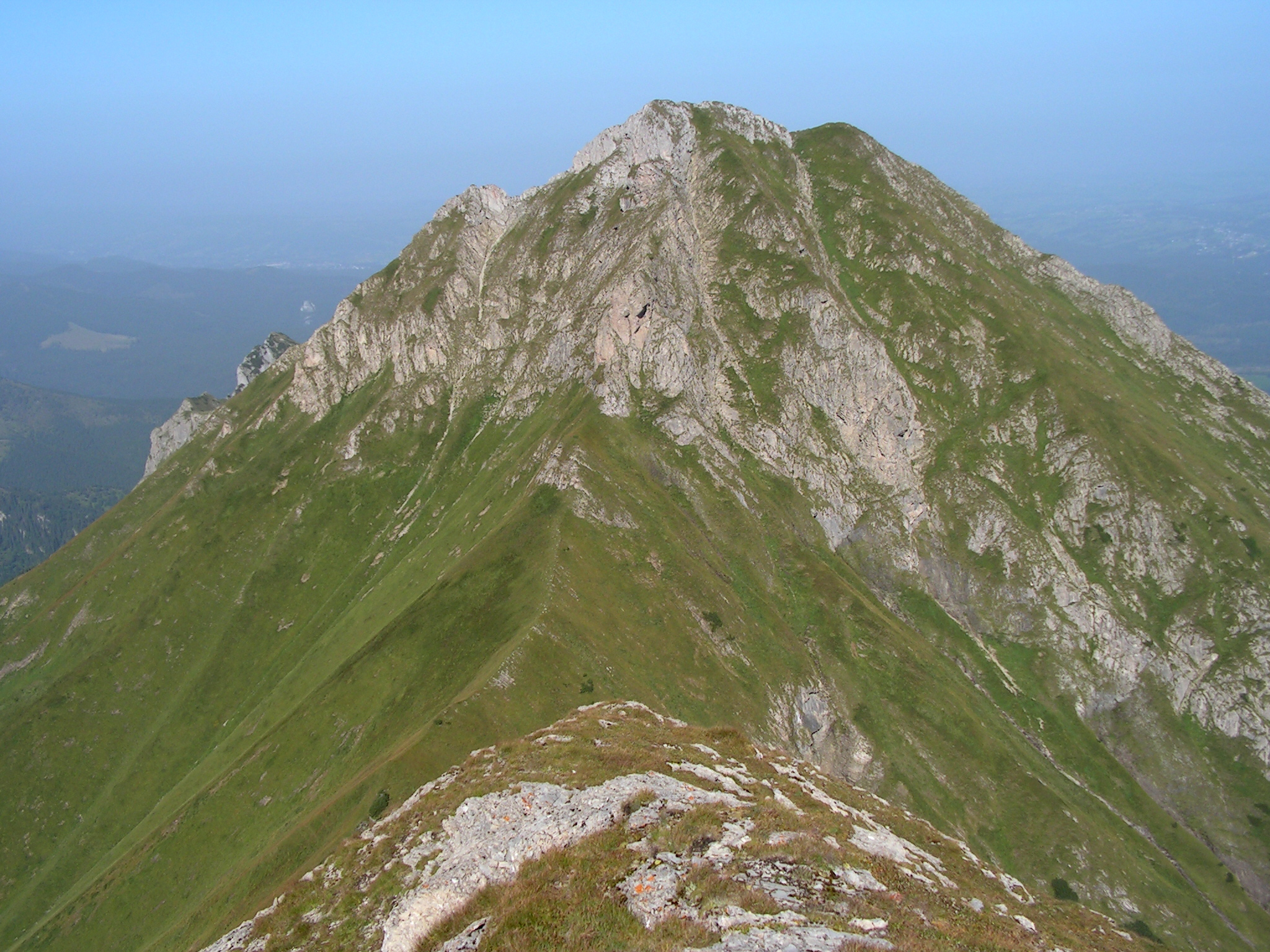
36. Havran (Belianské Tatry)

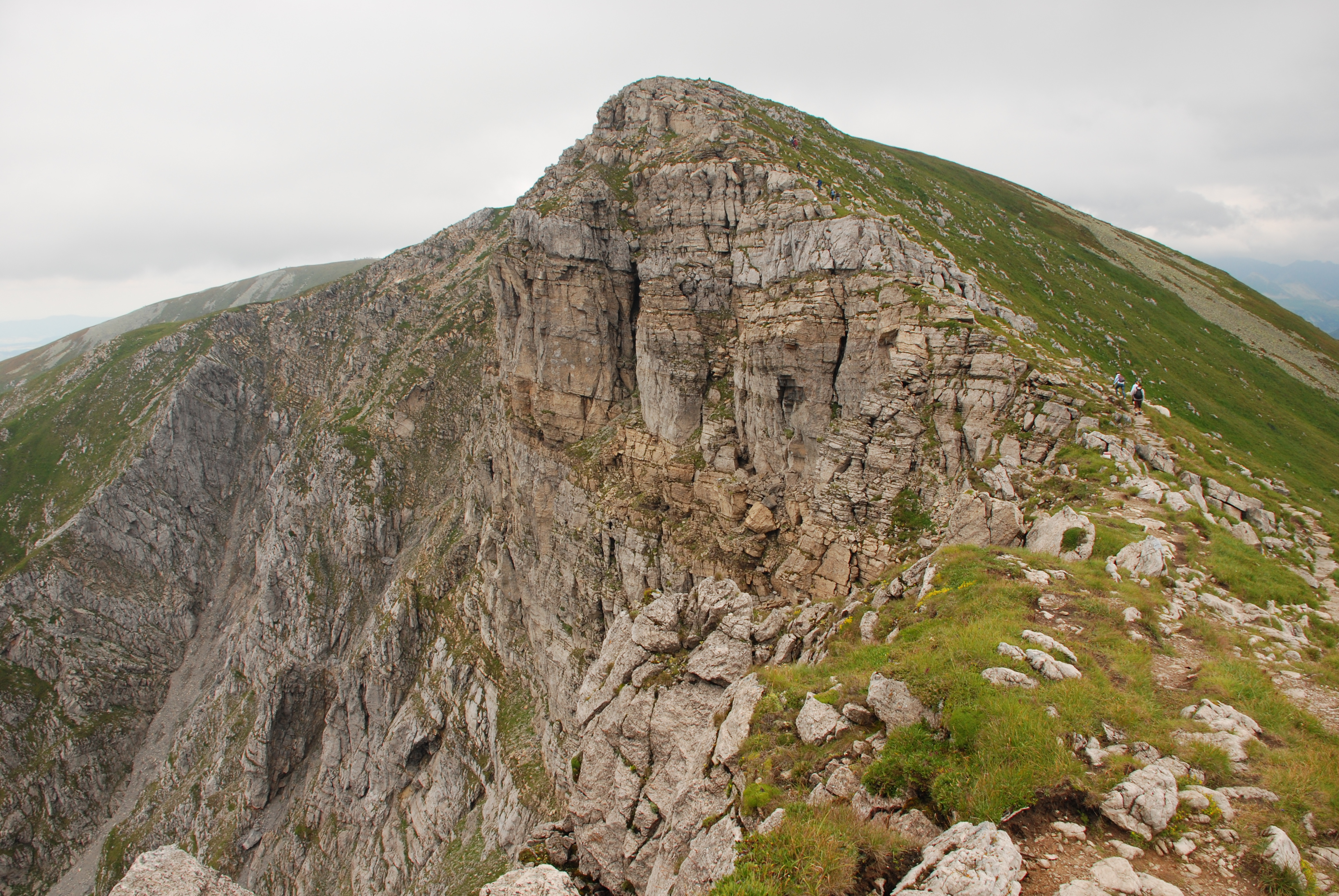
40. Kresanica (Západní Tatry)

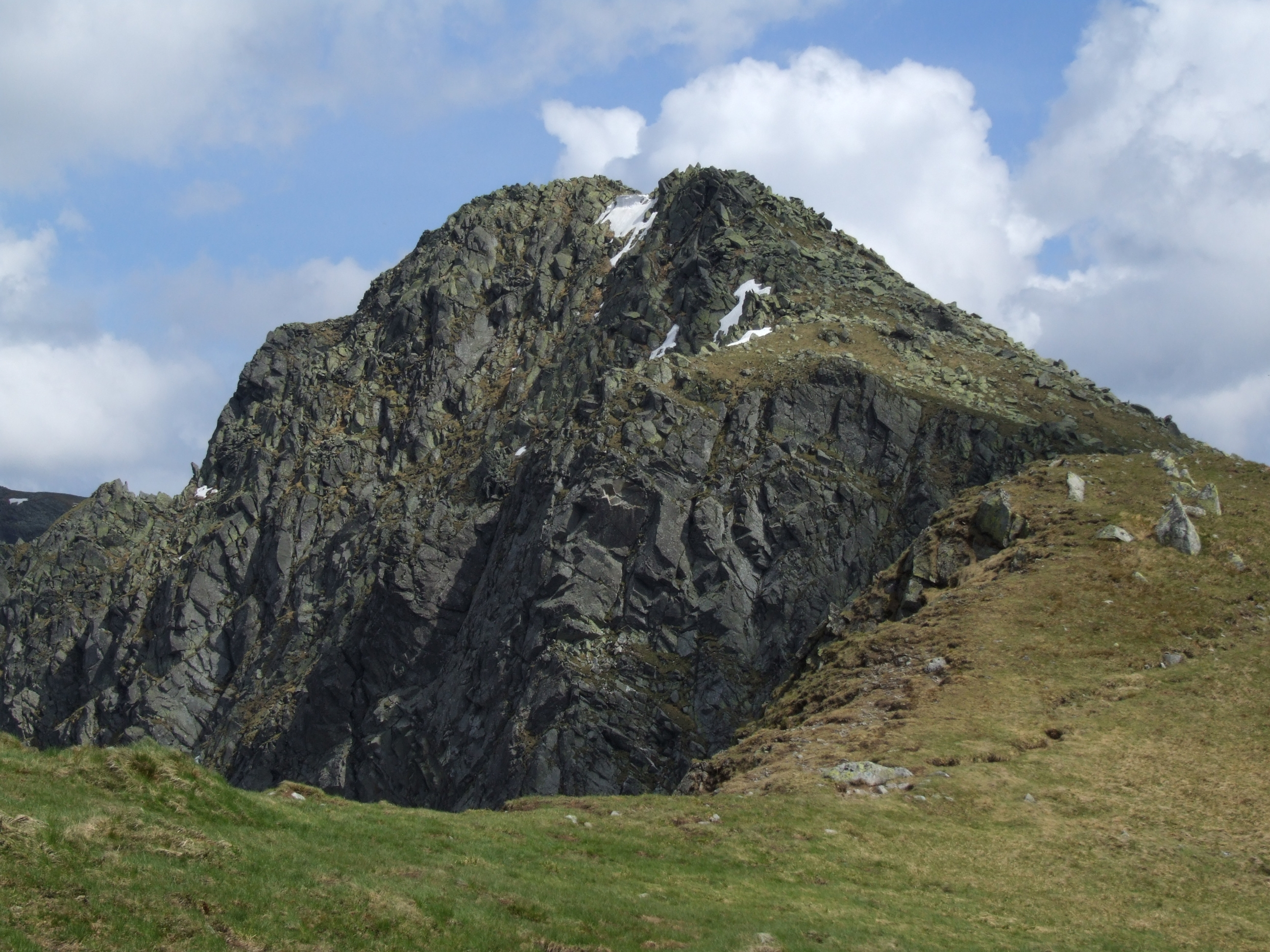
48. Ďumbier (Nízké Tatry)

Seznam dvoutisícovek na Slovensku obsahuje 50 slovenských dvoutisícovek ze všech nejvyšších slovenských pohoří (Vysoké Tatry, Západní Tatry, Belianské Tatry a Nízké Tatry).
Kritéria pro zařazení vrcholů do tohoto seznamu jsou:
- Nadmořská výška alespoň 2000 m n. m.
- Prominence, tj. převýšení od nejvyššího sedla spojující daný vrchol s jiným vyšším (tzv. mateřským) vrcholem, alespoň 100 metrů. Toto kritérium se používá mj. i pro alpské vrcholy.[1]

Celkem 21 vrcholů je turisticky přístupných (plus Lomnický štít lanovkou), ostatní hory jsou buď přístupné pouze s horským vůdcem (většina štítů ve Vysokých Tatrách) nebo nepřístupné z důvodu ochrany přírody (např. všechny vrcholy v Belianských Tatrách).
| #   | Vrchol            | Výška  | Promi- nence | Mateřský vrchol   | Pohoří          | Souřadnice                       | Příst upný |
| --- | ----------------- | ------ | ------------ | ----------------- | --------------- | -------------------------------- | ---------- |
| 1.  | Gerlachovský štít | 2655 m | 2355 m       | Mont Blanc        | Vysoké Tatry    | 49°09′49″ s. š., 20°08′02″ v. d. | ne         |
| 2.  | Lomnický štít     | 2634 m | 0442 m       | Gerlachovský štít | Vysoké Tatry    | 49°11′42″ s. š., 20°12′47″ v. d. | ano        |
| 3.  | Ľadový štít       | 2627 m | 0286 m       | Lomnický štít     | Vysoké Tatry    | 49°09′56″ s. š., 20°06′55″ v. d. | ne         |
| 4.  | Pyšný štít        | 2623 m | 0111 m       | Lomnický štít     | Vysoké Tatry    | 49°11′49″ s. š., 20°12′28″ v. d. | ne         |
| 5.  | Kežmarský štít    | 2556 m | 0143 m       | Lomnický štít     | Vysoké Tatry    | 49°11′56″ s. š., 20°13′12″ v. d. | ne         |
| 6.  | Vysoká            | 2547 m | 0279 m       | Gerlachovský štít | Vysoké Tatry    | 49°10′22″ s. š., 20°05′39″ v. d. | ne         |
| 7.  | Končistá          | 2538 m | 0205 m       | Gerlachovský štít | Vysoké Tatry    | 49°09′26″ s. š., 20°06′49″ v. d. | ne         |
| 8.  | Baranie rohy      | 2526 m | 0137 m       | Pyšný štít        | Vysoké Tatry    | 49°12′06″ s. š., 20°11′49″ v. d. | ne         |
| 9.  | Rysy              | 2503 m | 0163 m       | Vysoká            | Vysoké Tatry    | 49°10′46″ s. š., 20°05′16″ v. d. | ano        |
| 10. | Kriváň            | 2495 m | 0400 m       | Gerlachovský štít | Vysoké Tatry    | 49°09′47″ s. š., 20°00′00″ v. d. | ano        |
| 11. | Bradavica         | 2476 m | 0276 m       | Gerlachovský štít | Vysoké Tatry    | 49°10′16″ s. š., 20°09′21″ v. d. | ne         |
| 12. | Ganek             | 2462 m | 0182 m       | Vysoká            | Vysoké Tatry    | 49°10′29″ s. š., 20°06′09″ v. d. | ne         |
| 13. | Slavkovský štít   | 2452 m | 0178 m       | Bradavica         | Vysoké Tatry    | 49°09′57″ s. š., 20°11′04″ v. d. | ano        |
| 14. | Prostredný hrot   | 2441 m | 0131 m       | Ľadový štít       | Vysoké Tatry    | 49°11′05″ s. š., 20°11′40″ v. d. | ne         |
| 15. | Hrubý vrch        | 2428 m | 0252 m       | Kriváň            | Vysoké Tatry    | 49°10′14″ s. š., 20°01′36″ v. d. | ne         |
| 16. | Mengusovský štít  | 2424 m | 0207 m       | Vysoká            | Vysoké Tatry    | 49°11′13″ s. š., 20°03′35″ v. d. | ne         |
| 17. | Satan             | 2421 m | 0182 m       | Hrubý vrch        | Vysoké Tatry    | 49°09′47″ s. š., 20°03′07″ v. d. | ne         |
| 18. | Kolový štít       | 2418 m | 0161 m       | Lomnický štít     | Vysoké Tatry    | 49°12′38″ s. š., 20°11′56″ v. d. | ne         |
| 19. | Javorový štít     | 2417 m | 0168 m       | Ľadový štít       | Vysoké Tatry    | 49°11′15″ s. š., 20°10′05″ v. d. | ne         |
| 20. | Veľké Solisko     | 2413 m | 0113 m       | Hrubý vrch        | Vysoké Tatry    | 49°09′45″ s. š., 20°01′55″ v. d. | ne         |
| 21. | Štrbský štít      | 2381 m | 0131 m       | Satan             | Vysoké Tatry    | 49°10′13″ s. š., 20°02′27″ v. d. | ne         |
| 22. | Krátka            | 2374 m | 0105 m       | Hrubý vrch        | Vysoké Tatry    | 49°09′47″ s. š., 20°00′47″ v. d. | ne         |
| 23. | Kôprovský štít    | 2363 m | 0113 m       | Mengusovský štít  | Vysoké Tatry    | 49°10′56″ s. š., 20°02′54″ v. d. | ano        |
| 24. | Svinica           | 2301 m | 0351 m       | Gerlachovský štít | Vysoké Tatry    | 49°13′10″ s. š., 20°00′36″ v. d. | ano        |
| 25. | Tupá              | 2284 m | 0117 m       | Končistá          | Vysoké Tatry    | 49°09′12″ s. š., 20°06′04″ v. d. | ne         |
| 26. | Bystrá            | 2248 m | 0562 m       | Gerlachovský štít | Západní Tatry   | 49°11′21″ s. š., 19°50′36″ v. d. | ano        |
| 27. | Jahňací štít      | 2230 m | 0140 m       | Kolový štít       | Vysoké Tatry    | 49°13′10″ s. š., 20°12′29″ v. d. | ano        |
| 28. | Široká            | 2210 m | 0172 m       | Javorový štít     | Vysoké Tatry    | 49°12′32″ s. š., 20°08′13″ v. d. | ne         |
| 29. | Jakubina          | 2194 m | 0256 m       | Bystrá            | Západní Tatry   | 49°11′37″ s. š., 19°48′05″ v. d. | ano        |
| 30. | Baranec           | 2184 m | 0362 m       | Bystrá            | Západní Tatry   | 49°10′24″ s. š., 19°44′26″ v. d. | ano        |
| 31. | Baníkov           | 2178 m | 0261 m       | Baranec           | Západní Tatry   | 49°11′53″ s. š., 19°42′39″ v. d. | ano        |
| 32. | Klin              | 2173 m | 0219 m       | Jakubina          | Západní Tatry   | 49°11′58″ s. š., 19°49′15″ v. d. | ano        |
| 33. | Pachoľa           | 2167 m | 0127 m       | Baníkov           | Západní Tatry   | 49°12′05″ s. š., 19°42′08″ v. d. | ano        |
| 34. | Hrubá kopa        | 2166 m | 0101 m       | Baníkov           | Západní Tatry   | 49°12′00″ s. š., 19°43′23″ v. d. | ano        |
| 35. | Nižná Bystrá      | 2162 m | 0137 m       | Bystrá            | Západní Tatry   | 49°10′43″ s. š., 19°49′50″ v. d. | ne         |
| 36. | Havran            | 2152 m | 0402 m       | Lomnický štít     | Belianské Tatry | 49°14′54″ s. š., 20°11′51″ v. d. | ne         |
| 37. | Ždiarska vidla    | 2142 m | 0167 m       | Havran            | Belianské Tatry | 49°14′41″ s. š., 20°12′25″ v. d. | ne         |
| 38. | Veľká Kamenistá   | 2127 m | 0335 m       | Bystrá            | Západní Tatry   | 49°11′43″ s. š., 19°52′14″ v. d. | ne         |
| 39. | Plačlivé          | 2125 m | 0160 m       | Baníkov           | Západní Tatry   | 49°11′50″ s. š., 19°44′52″ v. d. | ano        |
| 40. | Kresanica         | 2122 m | 0323 m       | Svinica           | Západní Tatry   | 49°13′54″ s. š., 19°54′37″ v. d. | ano        |
| 41. | Ostrý Roháč       | 2088 m | 0123 m       | Plačlivé          | Západní Tatry   | 49°12′02″ s. š., 19°45′27″ v. d. | ano        |
| 42. | Smrek             | 2072 m | 0127 m       | Baranec           | Západní Tatry   | 49°10′57″ s. š., 19°44′52″ v. d. | ano        |
| 43. | Smrečiny          | 2068 m | 0155 m       | Veľká Kamenistá   | Západní Tatry   | 49°12′14″ s. š., 19°52′52″ v. d. | ne         |
| 44. | Volovec           | 2063 m | 0153 m       | Plačlivé          | Západní Tatry   | 49°12′28″ s. š., 19°45′45″ v. d. | ano        |
| 45. | Hlúpy             | 2061 m | 0235 m       | Havran            | Belianské Tatry | 49°14′12″ s. š., 20°13′12″ v. d. | ne         |
| 46. | Veľká kopa        | 2052 m | 0175 m       | Svinica           | Západní Tatry   | 49°12′02″ s. š., 19°58′26″ v. d. | ne         |
| 47. | Salatín           | 2048 m | 0133 m       | Baníkov           | Západní Tatry   | 49°12′48″ s. š., 19°41′08″ v. d. | ano        |
| 48. | Ďumbier           | 2043 m | 1180 m       | Gerlachovský štít | Nízké Tatry     | 48°56′11″ s. š., 19°38′25″ v. d. | ano        |
| 49. | Krížna            | 2039 m | 0144 m       | Veľká kopa        | Západní Tatry   | 49°10′54″ s. š., 19°57′39″ v. d. | ne         |
| 50. | Chopok            | 2024 m | 0268 m       | Ďumbier           | Nízké Tatry     | 48°56′36″ s. š., 19°35′34″ v. d. | ano        |

1. ↑  Mateřský vrchol odpovídá tzv. Prominence parent, tj. nejbližšímu vyššímu a prominentnějšímu vrcholu na hřebeni za klíčovým sedlem.

## Mapa nejprominentnějších dvoutisícovek
Následující mapa zobrazuje polohu 15 nejprominentnějších slovenských dvoutisícovek.
7 z nich je ve Vysokých, 5 v Západních, 2 v Nízkých a 1 v Belianských Tatrách.